# 迎恩塔
迎恩塔位于中国江西省抚州市宜黄棠阴镇建设村西北的龟山上，海拔1500米，与临川区万魁塔、广昌县雁塔、南城县聚星塔并称“抚州四大名塔”。

## 历史
迎恩塔建于明崇祯元年（1628年），清顺治已亥年（1659年）建成。

## 建筑
迎恩塔为六面七层砖石结构，高36米，直径8米。塔内有双螺旋楼梯通往塔顶，共有588级。每层开六个瞭望窗，起到采光通风作用。

## 保护
2018年3月9日，迎恩塔公布为第六批江西省文物保护单位，编号6-3-067。